# 1978年のナショナルリーグチャンピオンシップシリーズ
1978年の野球において、メジャーリーグベースボール（MLB）のポストシーズンは10月3日に開幕した。ナショナルリーグの第10回リーグチャンピオンシップシリーズ（10th National League Championship Series、以下「リーグ優勝決定戦」と表記）は、翌4日から7日にかけて計4試合が開催された。その結果、ロサンゼルス・ドジャース（西地区）がフィラデルフィア・フィリーズ（東地区）を3勝1敗で下し、2年連続19回目のリーグ優勝および16回目のワールドシリーズ進出を果たした。
この年のレギュラーシーズンでは両球団は12試合対戦し、ドジャースが7勝5敗と勝ち越していた。両球団がリーグ優勝決定戦で対戦するのは2年連続2度目で、ドジャースが3勝1敗でシリーズを制する、という結果も前年と同じだった。フィリーズはポストシーズンのシリーズで2勝以上を挙げたことがなく、今シリーズでもその壁を越えることができなかった。シリーズMVPには、優勝を決めた第4戦で一時勝ち越しのソロ本塁打を放つなど、4試合で打率.389・4本塁打・7打点・OPS 1.611という成績を残したドジャースのスティーブ・ガービーが選出された。しかしドジャースは、ワールドシリーズではアメリカンリーグ王者ニューヨーク・ヤンキースに2勝4敗で敗れ、13年ぶり5度目の優勝を逃した。

## 試合結果
1978年のナショナルリーグ優勝決定戦は10月4日に開幕し、4日間で4試合が行われた。日程・結果は以下の通り。
| 日付                                                     | 試合  | ビジター球団（先攻）         | スコア | ホーム球団（後攻）           | 開催球場               | 開催球場                                   |
| -------------------------------------------------------- | ----- | ---------------------------- | ------ | ---------------------------- | ---------------------- | ------------------------------------------ |
| 10月04日（水）                                           | 第1戦 | ロサンゼルス・ドジャース     | 9－5   | フィラデルフィア・フィリーズ | ベテランズ・スタジアム | ベテランズ・スタジアムドジャー・スタジアム |
| 10月05日（木）                                           | 第2戦 | ロサンゼルス・ドジャース     | 4－0   | フィラデルフィア・フィリーズ | ベテランズ・スタジアム | ベテランズ・スタジアムドジャー・スタジアム |
| 10月06日（金）                                           | 第3戦 | フィラデルフィア・フィリーズ | 9－4   | ロサンゼルス・ドジャース     | ドジャー・スタジアム   | ベテランズ・スタジアムドジャー・スタジアム |
| 10月07日（土）                                           | 第4戦 | フィラデルフィア・フィリーズ | 3－4x  | ロサンゼルス・ドジャース     | ドジャー・スタジアム   | ベテランズ・スタジアムドジャー・スタジアム |
| 優勝：ロサンゼルス・ドジャース（3勝1敗 / 2年連続19度目） |       |                              |        |                              |                        | ベテランズ・スタジアムドジャー・スタジアム |

### 第1戦 10月4日
- ベテランズ・スタジアム（ペンシルベニア州フィラデルフィア）

|                              | 1 | 2 | 3 | 4 | 5 | 6 | 7 | 8 | 9 | R | H  | E |
| ---------------------------- | - | - | - | - | - | - | - | - | - | - | -- | - |
| ロサンゼルス・ドジャース     | 0 | 0 | 4 | 2 | 1 | 1 | 0 | 0 | 1 | 9 | 13 | 1 |
| フィラデルフィア・フィリーズ | 0 | 1 | 0 | 0 | 3 | 0 | 0 | 0 | 1 | 5 | 12 | 1 |

1. 勝利：ボブ・ウェルチ（1勝）
2. 敗戦：ラリー・クリステンソン（1敗）
3. 本塁打
LAD：スティーブ・ガービー1号3ラン・2号ソロ、デイビー・ロープス1号2ラン、スティーブ・イェーガー1号ソロ
PHI：ジェリー・マーティン1号ソロ
4. 審判
［球審］ジョン・マクシェリー
［塁審］一塁: リー・ウェイヤー、二塁: ニック・コロシ、三塁: アンディ・オルセン
［外審］左翼: サッチ・デビッドソン、右翼: ビル・ウィリアムズ
5. 夜間試合  試合時間: 2時間37分  観客: 6万3460人
詳細: Baseball-Reference.com

| ロサンゼルス・ドジャース | ロサンゼルス・ドジャース | ロサンゼルス・ドジャース | ロサンゼルス・ドジャース | ロサンゼルス・ドジャース                                                                        | フィラデルフィア・フィリーズ | フィラデルフィア・フィリーズ | フィラデルフィア・フィリーズ | フィラデルフィア・フィリーズ | フィラデルフィア・フィリーズ                                                                                        |
| ------------------------ | ------------------------ | ------------------------ | ------------------------ | ----------------------------------------------------------------------------------------------- | ---------------------------- | ---------------------------- | ---------------------------- | ---------------------------- | --- |
| 打順                     | 守備                     | 選手                     | 打席                     | B・フートンS・イェーガーS・ガービーD・ロープスR・セイB・ラッセルD・ベイカーR・マンデイR・スミス | 打順                         | 守備                         | 選手                         | 打席                         | L・クリステンソンB・ブーンR・ヘブナーT・サイズモアM・シュミットL・ボーワG・ルジンスキーG・マドックスB・マクブライド |
| 1                        | 二                       | D・ロープス              | 右                       | B・フートンS・イェーガーS・ガービーD・ロープスR・セイB・ラッセルD・ベイカーR・マンデイR・スミス | 1                            | 右                           | B・マクブライド              | 左                           | L・クリステンソンB・ブーンR・ヘブナーT・サイズモアM・シュミットL・ボーワG・ルジンスキーG・マドックスB・マクブライド |
| 2                        | 遊                       | B・ラッセル              | 右                       | B・フートンS・イェーガーS・ガービーD・ロープスR・セイB・ラッセルD・ベイカーR・マンデイR・スミス | 2                            | 遊                           | L・ボーワ                    | 両                           | L・クリステンソンB・ブーンR・ヘブナーT・サイズモアM・シュミットL・ボーワG・ルジンスキーG・マドックスB・マクブライド |
| 3                        | 右                       | R・スミス                | 両                       | B・フートンS・イェーガーS・ガービーD・ロープスR・セイB・ラッセルD・ベイカーR・マンデイR・スミス | 3                            | 中                           | G・マドックス                | 右                           | L・クリステンソンB・ブーンR・ヘブナーT・サイズモアM・シュミットL・ボーワG・ルジンスキーG・マドックスB・マクブライド |
| 4                        | 一                       | S・ガービー              | 右                       | B・フートンS・イェーガーS・ガービーD・ロープスR・セイB・ラッセルD・ベイカーR・マンデイR・スミス | 4                            | 左                           | G・ルジンスキー              | 右                           | L・クリステンソンB・ブーンR・ヘブナーT・サイズモアM・シュミットL・ボーワG・ルジンスキーG・マドックスB・マクブライド |
| 5                        | 三                       | R・セイ                  | 右                       | B・フートンS・イェーガーS・ガービーD・ロープスR・セイB・ラッセルD・ベイカーR・マンデイR・スミス | 5                            | 一                           | R・ヘブナー                  | 左                           | L・クリステンソンB・ブーンR・ヘブナーT・サイズモアM・シュミットL・ボーワG・ルジンスキーG・マドックスB・マクブライド |
| 6                        | 左                       | D・ベイカー              | 右                       | B・フートンS・イェーガーS・ガービーD・ロープスR・セイB・ラッセルD・ベイカーR・マンデイR・スミス | 6                            | 三                           | M・シュミット                | 右                           | L・クリステンソンB・ブーンR・ヘブナーT・サイズモアM・シュミットL・ボーワG・ルジンスキーG・マドックスB・マクブライド |
| 7                        | 中                       | R・マンデイ              | 左                       | B・フートンS・イェーガーS・ガービーD・ロープスR・セイB・ラッセルD・ベイカーR・マンデイR・スミス | 7                            | 捕                           | B・ブーン                    | 右                           | L・クリステンソンB・ブーンR・ヘブナーT・サイズモアM・シュミットL・ボーワG・ルジンスキーG・マドックスB・マクブライド |
| 8                        | 捕                       | S・イェーガー            | 右                       | B・フートンS・イェーガーS・ガービーD・ロープスR・セイB・ラッセルD・ベイカーR・マンデイR・スミス | 8                            | 二                           | T・サイズモア                | 右                           | L・クリステンソンB・ブーンR・ヘブナーT・サイズモアM・シュミットL・ボーワG・ルジンスキーG・マドックスB・マクブライド |
| 9                        | 投                       | B・フートン              | 右                       | B・フートンS・イェーガーS・ガービーD・ロープスR・セイB・ラッセルD・ベイカーR・マンデイR・スミス | 9                            | 投                           | L・クリステンソン            | 右                           | L・クリステンソンB・ブーンR・ヘブナーT・サイズモアM・シュミットL・ボーワG・ルジンスキーG・マドックスB・マクブライド |
| 先発投手                 | 先発投手                 | 先発投手                 | 投球                     | B・フートンS・イェーガーS・ガービーD・ロープスR・セイB・ラッセルD・ベイカーR・マンデイR・スミス | 先発投手                     | 先発投手                     | 先発投手                     | 投球                         | L・クリステンソンB・ブーンR・ヘブナーT・サイズモアM・シュミットL・ボーワG・ルジンスキーG・マドックスB・マクブライド |
| B・フートン              | B・フートン              | B・フートン              | 右                       | B・フートンS・イェーガーS・ガービーD・ロープスR・セイB・ラッセルD・ベイカーR・マンデイR・スミス | L・クリステンソン            | L・クリステンソン            | L・クリステンソン            | 右                           | L・クリステンソンB・ブーンR・ヘブナーT・サイズモアM・シュミットL・ボーワG・ルジンスキーG・マドックスB・マクブライド |

### 第2戦 10月5日
- ベテランズ・スタジアム（ペンシルベニア州フィラデルフィア）

|                              | 1 | 2 | 3 | 4 | 5 | 6 | 7 | 8 | 9 | R | H | E |
| ---------------------------- | - | - | - | - | - | - | - | - | - | - | - | - |
| ロサンゼルス・ドジャース     | 0 | 0 | 0 | 1 | 2 | 0 | 1 | 0 | 0 | 4 | 8 | 0 |
| フィラデルフィア・フィリーズ | 0 | 0 | 0 | 0 | 0 | 0 | 0 | 0 | 0 | 0 | 4 | 0 |

1. 勝利：トミー・ジョン（1勝）
2. 敗戦：ディック・ルースベン（1敗）
3. 本塁打
LAD：デイビー・ロープス2号ソロ
4. 審判
［球審］リー・ウェイヤー
［塁審］一塁: ニック・コロシ、二塁: アンディ・オルセン、三塁: サッチ・デビッドソン
［外審］左翼: ビル・ウィリアムズ、右翼: ジョン・マクシェリー
5. 昼間試合  試合時間: 2時間6分  観客: 6万642人
詳細: Baseball-Reference.com

| ロサンゼルス・ドジャース | ロサンゼルス・ドジャース | ロサンゼルス・ドジャース | ロサンゼルス・ドジャース | ロサンゼルス・ドジャース                                                                      | フィラデルフィア・フィリーズ | フィラデルフィア・フィリーズ | フィラデルフィア・フィリーズ | フィラデルフィア・フィリーズ | フィラデルフィア・フィリーズ                                                                                    |
| ------------------------ | ------------------------ | ------------------------ | ------------------------ | --------------------------------------------------------------------------------------------- | ---------------------------- | ---------------------------- | ---------------------------- | ---------------------------- | --- |
| 打順                     | 守備                     | 選手                     | 打席                     | T・ジョンS・イェーガーS・ガービーD・ロープスR・セイB・ラッセルD・ベイカーR・マンデイR・スミス | 打順                         | 守備                         | 選手                         | 打席                         | D・ルースベンB・ブーンJ・カーデナルT・サイズモアM・シュミットL・ボーワG・ルジンスキーG・マドックスJ・マーティン |
| 1                        | 二                       | D・ロープス              | 右                       | T・ジョンS・イェーガーS・ガービーD・ロープスR・セイB・ラッセルD・ベイカーR・マンデイR・スミス | 1                            | 三                           | M・シュミット                | 右                           | D・ルースベンB・ブーンJ・カーデナルT・サイズモアM・シュミットL・ボーワG・ルジンスキーG・マドックスJ・マーティン |
| 2                        | 遊                       | B・ラッセル              | 右                       | T・ジョンS・イェーガーS・ガービーD・ロープスR・セイB・ラッセルD・ベイカーR・マンデイR・スミス | 2                            | 遊                           | L・ボーワ                    | 両                           | D・ルースベンB・ブーンJ・カーデナルT・サイズモアM・シュミットL・ボーワG・ルジンスキーG・マドックスJ・マーティン |
| 3                        | 右                       | R・スミス                | 両                       | T・ジョンS・イェーガーS・ガービーD・ロープスR・セイB・ラッセルD・ベイカーR・マンデイR・スミス | 3                            | 中                           | G・マドックス                | 右                           | D・ルースベンB・ブーンJ・カーデナルT・サイズモアM・シュミットL・ボーワG・ルジンスキーG・マドックスJ・マーティン |
| 4                        | 一                       | S・ガービー              | 右                       | T・ジョンS・イェーガーS・ガービーD・ロープスR・セイB・ラッセルD・ベイカーR・マンデイR・スミス | 4                            | 左                           | G・ルジンスキー              | 右                           | D・ルースベンB・ブーンJ・カーデナルT・サイズモアM・シュミットL・ボーワG・ルジンスキーG・マドックスJ・マーティン |
| 5                        | 三                       | R・セイ                  | 右                       | T・ジョンS・イェーガーS・ガービーD・ロープスR・セイB・ラッセルD・ベイカーR・マンデイR・スミス | 5                            | 一                           | J・カーデナル                | 右                           | D・ルースベンB・ブーンJ・カーデナルT・サイズモアM・シュミットL・ボーワG・ルジンスキーG・マドックスJ・マーティン |
| 6                        | 左                       | D・ベイカー              | 右                       | T・ジョンS・イェーガーS・ガービーD・ロープスR・セイB・ラッセルD・ベイカーR・マンデイR・スミス | 6                            | 捕                           | B・ブーン                    | 右                           | D・ルースベンB・ブーンJ・カーデナルT・サイズモアM・シュミットL・ボーワG・ルジンスキーG・マドックスJ・マーティン |
| 7                        | 中                       | R・マンデイ              | 左                       | T・ジョンS・イェーガーS・ガービーD・ロープスR・セイB・ラッセルD・ベイカーR・マンデイR・スミス | 7                            | 右                           | J・マーティン                | 右                           | D・ルースベンB・ブーンJ・カーデナルT・サイズモアM・シュミットL・ボーワG・ルジンスキーG・マドックスJ・マーティン |
| 8                        | 捕                       | S・イェーガー            | 右                       | T・ジョンS・イェーガーS・ガービーD・ロープスR・セイB・ラッセルD・ベイカーR・マンデイR・スミス | 8                            | 二                           | T・サイズモア                | 右                           | D・ルースベンB・ブーンJ・カーデナルT・サイズモアM・シュミットL・ボーワG・ルジンスキーG・マドックスJ・マーティン |
| 9                        | 投                       | T・ジョン                | 右                       | T・ジョンS・イェーガーS・ガービーD・ロープスR・セイB・ラッセルD・ベイカーR・マンデイR・スミス | 9                            | 投                           | D・ルースベン                | 右                           | D・ルースベンB・ブーンJ・カーデナルT・サイズモアM・シュミットL・ボーワG・ルジンスキーG・マドックスJ・マーティン |
| 先発投手                 | 先発投手                 | 先発投手                 | 投球                     | T・ジョンS・イェーガーS・ガービーD・ロープスR・セイB・ラッセルD・ベイカーR・マンデイR・スミス | 先発投手                     | 先発投手                     | 先発投手                     | 投球                         | D・ルースベンB・ブーンJ・カーデナルT・サイズモアM・シュミットL・ボーワG・ルジンスキーG・マドックスJ・マーティン |
| T・ジョン                | T・ジョン                | T・ジョン                | 左                       | T・ジョンS・イェーガーS・ガービーD・ロープスR・セイB・ラッセルD・ベイカーR・マンデイR・スミス | D・ルースベン                | D・ルースベン                | D・ルースベン                | 右                           | D・ルースベンB・ブーンJ・カーデナルT・サイズモアM・シュミットL・ボーワG・ルジンスキーG・マドックスJ・マーティン |

### 第3戦 10月6日
- ドジャー・スタジアム（カリフォルニア州ロサンゼルス）

|                              | 1 | 2 | 3 | 4 | 5 | 6 | 7 | 8 | 9 | R | H  | E |
| ---------------------------- | - | - | - | - | - | - | - | - | - | - | -- | - |
| フィラデルフィア・フィリーズ | 0 | 4 | 0 | 0 | 0 | 3 | 1 | 0 | 1 | 9 | 11 | 1 |
| ロサンゼルス・ドジャース     | 0 | 1 | 2 | 0 | 0 | 0 | 0 | 1 | 0 | 4 | 8  | 2 |

1. 勝利：スティーブ・カールトン（1勝）
2. 敗戦：ドン・サットン（1敗）
3. 本塁打
PHI：スティーブ・カールトン1号3ラン、グレッグ・ルジンスキー1号ソロ
LAD：スティーブ・ガービー3号ソロ
4. 審判
［球審］アンディ・オルセン
［塁審］一塁: サッチ・デビッドソン、二塁: ビル・ウィリアムズ、三塁: ジョン・マクシェリー
［外審］左翼: リー・ウェイヤー、右翼: ニック・コロシ
5. 夜間試合  試合時間: 2時間18分  観客: 5万5043人
詳細: Baseball-Reference.com

| フィラデルフィア・フィリーズ | フィラデルフィア・フィリーズ | フィラデルフィア・フィリーズ | フィラデルフィア・フィリーズ | フィラデルフィア・フィリーズ                                                                                          | ロサンゼルス・ドジャース | ロサンゼルス・ドジャース | ロサンゼルス・ドジャース | ロサンゼルス・ドジャース | ロサンゼルス・ドジャース                                                                      |
| ---------------------------- | ---------------------------- | ---------------------------- | ---------------------------- | --- | ------------------------ | ------------------------ | ------------------------ | ------------------------ | --------------------------------------------------------------------------------------------- |
| 打順                         | 守備                         | 選手                         | 打席                         | S・カールトンT・マッカーバーR・ヘブナーT・サイズモアM・シュミットL・ボーワG・ルジンスキーG・マドックスB・マクブライド | 打順                     | 守備                     | 選手                     | 打席                     | D・サットンS・イェーガーS・ガービーD・ロープスR・セイB・ラッセルD・ベイカーB・ノースR・スミス |
| 1                            | 右                           | B・マクブライド              | 左                           | S・カールトンT・マッカーバーR・ヘブナーT・サイズモアM・シュミットL・ボーワG・ルジンスキーG・マドックスB・マクブライド | 1                        | 二                       | D・ロープス              | 右                       | D・サットンS・イェーガーS・ガービーD・ロープスR・セイB・ラッセルD・ベイカーB・ノースR・スミス |
| 2                            | 遊                           | L・ボーワ                    | 両                           | S・カールトンT・マッカーバーR・ヘブナーT・サイズモアM・シュミットL・ボーワG・ルジンスキーG・マドックスB・マクブライド | 2                        | 中                       | B・ノース                | 両                       | D・サットンS・イェーガーS・ガービーD・ロープスR・セイB・ラッセルD・ベイカーB・ノースR・スミス |
| 3                            | 中                           | G・マドックス                | 右                           | S・カールトンT・マッカーバーR・ヘブナーT・サイズモアM・シュミットL・ボーワG・ルジンスキーG・マドックスB・マクブライド | 3                        | 右                       | R・スミス                | 両                       | D・サットンS・イェーガーS・ガービーD・ロープスR・セイB・ラッセルD・ベイカーB・ノースR・スミス |
| 4                            | 左                           | G・ルジンスキー              | 右                           | S・カールトンT・マッカーバーR・ヘブナーT・サイズモアM・シュミットL・ボーワG・ルジンスキーG・マドックスB・マクブライド | 4                        | 一                       | S・ガービー              | 右                       | D・サットンS・イェーガーS・ガービーD・ロープスR・セイB・ラッセルD・ベイカーB・ノースR・スミス |
| 5                            | 一                           | R・ヘブナー                  | 左                           | S・カールトンT・マッカーバーR・ヘブナーT・サイズモアM・シュミットL・ボーワG・ルジンスキーG・マドックスB・マクブライド | 5                        | 三                       | R・セイ                  | 右                       | D・サットンS・イェーガーS・ガービーD・ロープスR・セイB・ラッセルD・ベイカーB・ノースR・スミス |
| 6                            | 三                           | M・シュミット                | 右                           | S・カールトンT・マッカーバーR・ヘブナーT・サイズモアM・シュミットL・ボーワG・ルジンスキーG・マドックスB・マクブライド | 6                        | 左                       | D・ベイカー              | 右                       | D・サットンS・イェーガーS・ガービーD・ロープスR・セイB・ラッセルD・ベイカーB・ノースR・スミス |
| 7                            | 捕                           | T・マッカーバー              | 左                           | S・カールトンT・マッカーバーR・ヘブナーT・サイズモアM・シュミットL・ボーワG・ルジンスキーG・マドックスB・マクブライド | 7                        | 遊                       | B・ラッセル              | 右                       | D・サットンS・イェーガーS・ガービーD・ロープスR・セイB・ラッセルD・ベイカーB・ノースR・スミス |
| 8                            | 二                           | T・サイズモア                | 右                           | S・カールトンT・マッカーバーR・ヘブナーT・サイズモアM・シュミットL・ボーワG・ルジンスキーG・マドックスB・マクブライド | 8                        | 捕                       | S・イェーガー            | 右                       | D・サットンS・イェーガーS・ガービーD・ロープスR・セイB・ラッセルD・ベイカーB・ノースR・スミス |
| 9                            | 投                           | S・カールトン                | 左                           | S・カールトンT・マッカーバーR・ヘブナーT・サイズモアM・シュミットL・ボーワG・ルジンスキーG・マドックスB・マクブライド | 9                        | 投                       | D・サットン              | 右                       | D・サットンS・イェーガーS・ガービーD・ロープスR・セイB・ラッセルD・ベイカーB・ノースR・スミス |
| 先発投手                     | 先発投手                     | 先発投手                     | 投球                         | S・カールトンT・マッカーバーR・ヘブナーT・サイズモアM・シュミットL・ボーワG・ルジンスキーG・マドックスB・マクブライド | 先発投手                 | 先発投手                 | 先発投手                 | 投球                     | D・サットンS・イェーガーS・ガービーD・ロープスR・セイB・ラッセルD・ベイカーB・ノースR・スミス |
| S・カールトン                | S・カールトン                | S・カールトン                | 左                           | S・カールトンT・マッカーバーR・ヘブナーT・サイズモアM・シュミットL・ボーワG・ルジンスキーG・マドックスB・マクブライド | D・サットン              | D・サットン              | D・サットン              | 右                       | D・サットンS・イェーガーS・ガービーD・ロープスR・セイB・ラッセルD・ベイカーB・ノースR・スミス |

### 第4戦 10月7日
- ドジャー・スタジアム（カリフォルニア州ロサンゼルス）

|                              | 1 | 2 | 3 | 4 | 5 | 6 | 7 | 8 | 9 | 10 | R | H  | E |
| ---------------------------- | - | - | - | - | - | - | - | - | - | -- | - | -- | - |
| フィラデルフィア・フィリーズ | 0 | 0 | 2 | 0 | 0 | 0 | 1 | 0 | 0 | 0  | 3 | 8  | 2 |
| ロサンゼルス・ドジャース     | 0 | 1 | 0 | 1 | 0 | 1 | 0 | 0 | 0 | 1x | 4 | 13 | 0 |

1. 勝利：テリー・フォースター（1勝）
2. 敗戦：タグ・マグロウ（1敗）
3. 本塁打
PHI：グレッグ・ルジンスキー2号2ラン、ベイク・マクブライド1号ソロ
LAD：ロン・セイ1号ソロ、スティーブ・ガービー4号ソロ
4. 審判
［球審］サッチ・デビッドソン
［塁審］一塁: ビル・ウィリアムズ、二塁: ジョン・マクシェリー、三塁: リー・ウェイヤー
［外審］左翼: ニック・コロシ、右翼: アンディ・オルセン
5. 昼間試合  試合時間: 2時間53分  観客: 5万5124人
詳細: Baseball-Reference.com

| フィラデルフィア・フィリーズ | フィラデルフィア・フィリーズ | フィラデルフィア・フィリーズ | フィラデルフィア・フィリーズ | フィラデルフィア・フィリーズ                                                                                      | ロサンゼルス・ドジャース | ロサンゼルス・ドジャース | ロサンゼルス・ドジャース | ロサンゼルス・ドジャース | ロサンゼルス・ドジャース                                                                  |
| ---------------------------- | ---------------------------- | ---------------------------- | ---------------------------- | --- | ------------------------ | ------------------------ | ------------------------ | ------------------------ | ----------------------------------------------------------------------------------------- |
| 打順                         | 守備                         | 選手                         | 打席                         | R・ラークT・マッカーバーJ・カーデナルT・サイズモアM・シュミットL・ボーワG・ルジンスキーG・マドックスJ・マーティン | 打順                     | 守備                     | 選手                     | 打席                     | D・ラウS・イェーガーS・ガービーD・ロープスR・セイB・ラッセルD・ベイカーB・ノースR・スミス |
| 1                            | 三                           | M・シュミット                | 右                           | R・ラークT・マッカーバーJ・カーデナルT・サイズモアM・シュミットL・ボーワG・ルジンスキーG・マドックスJ・マーティン | 1                        | 二                       | D・ロープス              | 右                       | D・ラウS・イェーガーS・ガービーD・ロープスR・セイB・ラッセルD・ベイカーB・ノースR・スミス |
| 2                            | 遊                           | L・ボーワ                    | 両                           | R・ラークT・マッカーバーJ・カーデナルT・サイズモアM・シュミットL・ボーワG・ルジンスキーG・マドックスJ・マーティン | 2                        | 中                       | B・ノース                | 両                       | D・ラウS・イェーガーS・ガービーD・ロープスR・セイB・ラッセルD・ベイカーB・ノースR・スミス |
| 3                            | 中                           | G・マドックス                | 右                           | R・ラークT・マッカーバーJ・カーデナルT・サイズモアM・シュミットL・ボーワG・ルジンスキーG・マドックスJ・マーティン | 3                        | 右                       | R・スミス                | 両                       | D・ラウS・イェーガーS・ガービーD・ロープスR・セイB・ラッセルD・ベイカーB・ノースR・スミス |
| 4                            | 左                           | G・ルジンスキー              | 右                           | R・ラークT・マッカーバーJ・カーデナルT・サイズモアM・シュミットL・ボーワG・ルジンスキーG・マドックスJ・マーティン | 4                        | 一                       | S・ガービー              | 右                       | D・ラウS・イェーガーS・ガービーD・ロープスR・セイB・ラッセルD・ベイカーB・ノースR・スミス |
| 5                            | 一                           | J・カーデナル                | 右                           | R・ラークT・マッカーバーJ・カーデナルT・サイズモアM・シュミットL・ボーワG・ルジンスキーG・マドックスJ・マーティン | 5                        | 三                       | R・セイ                  | 右                       | D・ラウS・イェーガーS・ガービーD・ロープスR・セイB・ラッセルD・ベイカーB・ノースR・スミス |
| 6                            | 右                           | J・マーティン                | 右                           | R・ラークT・マッカーバーJ・カーデナルT・サイズモアM・シュミットL・ボーワG・ルジンスキーG・マドックスJ・マーティン | 6                        | 左                       | D・ベイカー              | 右                       | D・ラウS・イェーガーS・ガービーD・ロープスR・セイB・ラッセルD・ベイカーB・ノースR・スミス |
| 7                            | 捕                           | B・ブーン                    | 右                           | R・ラークT・マッカーバーJ・カーデナルT・サイズモアM・シュミットL・ボーワG・ルジンスキーG・マドックスJ・マーティン | 7                        | 遊                       | B・ラッセル              | 右                       | D・ラウS・イェーガーS・ガービーD・ロープスR・セイB・ラッセルD・ベイカーB・ノースR・スミス |
| 8                            | 二                           | T・サイズモア                | 右                           | R・ラークT・マッカーバーJ・カーデナルT・サイズモアM・シュミットL・ボーワG・ルジンスキーG・マドックスJ・マーティン | 8                        | 捕                       | S・イェーガー            | 右                       | D・ラウS・イェーガーS・ガービーD・ロープスR・セイB・ラッセルD・ベイカーB・ノースR・スミス |
| 9                            | 投                           | R・ラーク                    | 左                           | R・ラークT・マッカーバーJ・カーデナルT・サイズモアM・シュミットL・ボーワG・ルジンスキーG・マドックスJ・マーティン | 9                        | 投                       | D・ラウ                  | 左                       | D・ラウS・イェーガーS・ガービーD・ロープスR・セイB・ラッセルD・ベイカーB・ノースR・スミス |
| 先発投手                     | 先発投手                     | 先発投手                     | 投球                         | R・ラークT・マッカーバーJ・カーデナルT・サイズモアM・シュミットL・ボーワG・ルジンスキーG・マドックスJ・マーティン | 先発投手                 | 先発投手                 | 先発投手                 | 投球                     | D・ラウS・イェーガーS・ガービーD・ロープスR・セイB・ラッセルD・ベイカーB・ノースR・スミス |
| R・ラーク                    | R・ラーク                    | R・ラーク                    | 左                           | R・ラークT・マッカーバーJ・カーデナルT・サイズモアM・シュミットL・ボーワG・ルジンスキーG・マドックスJ・マーティン | D・ラウ                  | D・ラウ                  | D・ラウ                  | 左                       | D・ラウS・イェーガーS・ガービーD・ロープスR・セイB・ラッセルD・ベイカーB・ノースR・スミス |